# Брюстер Шоу
Брюстер Хопкинсън Шоу (на английски: Brewster Hopkinson Shaw, Jr.) е американски тест пилот и астронавт на НАСА, участник в три космически полета.

## Образование
Брюстер Шоу завършва гимназия в родния си град през 1963 г. През 1968 г. се дипломира като бакалавър по инженерна механика в университета в Медисън, Уисконсин. На следващата, 1969 г. защитава магистратура по инженерна механика в същото висше учебно заведение.

## Военна кариера
Б. Шоу постъпва на служба в USAF през 1969 г. Завършва школата за подготовка на бойни пилоти в авиобазата Крейг, Алабама през 1970 г. Същата година преминава през допълнително бойно обучение на реактивен прехващач F-100. През март 1971 г. е зачислен в 352-ра тактическа ескадрила на USAF базирана във Виетнам. През август същата година се завръща в Калифорния, за да премине курс по обучение на самолет F-4. След завършване на курса е зачислен в 25-а тактическа ескадрила на USAF, базирана в Тайланд. Взема активно участие поредица от бойни мисии над виетнамска територия. През април 1973 г., Шоу завършва школа за инструктори в авиобазата Джордж, Калифорния и става инструктор на самолет F-4. През юли 1975 г. завършва школата за тест пилоти в авиобазата Едуардс, Калифорния. От август 1977 до юли 1978 г. работи като обучаващ инструктор в същата база. През кариерата си има нальот над 5000 полетни часа на повече от 30 типа реактивни машини, включително 644 часа в бойна обстановка на изтребители F-100 и F-4.

## Служба в НАСА
Брюстер Шоу е избран за астронавт от НАСА на 16 януари 1978 г., Астронавтска група №8. Той е взел участие в три космически полета.

### Полети
| Брюстер Хопкинсън Шоу                                              | Брюстер Хопкинсън Шоу | Брюстер Хопкинсън Шоу     | Брюстер Хопкинсън Шоу | Брюстер Хопкинсън Шоу | Брюстер Хопкинсън Шоу                | Брюстер Хопкинсън Шоу |
| №                                                                  | Дата                  | КК                        | Емблема на мисията    | Функции               | Продължителност                      |                       |
| ------------------------------------------------------------------ | --------------------- | ------------------------- | --------------------- | --------------------- | ------------------------------------ | --------------------- |
| 1                                                                  | 28 ноември 1983       | „Колумбия“, мисия STS-9   |                       | Пилот                 | 10 денонощия 07 часа 47 мин. 24 сек. |                       |
| 2                                                                  | 26 ноември 1985       | „Атлантис“, мисия STS-61B |                       | Командир              | 6 денонощия 21 часа 04 мин. 49 сек.  |                       |
| 3                                                                  | 8 август 1989         | „Колумбия“, мисия STS-28  |                       | Командир              | 5 денонощия 01 час и 08 сек.         |                       |
| Сумарно време в космоса – 22 денонощия 05 часа 51 минути и 21 сек. |                       |                           |                       |                       |                                      |                       |

### Административна служба
- Мениджър на програмата Спейс шатъл в Космическия център „Кенеди“ от 2000 до 2002 г. Директор на полетите на 13 мисии на космическата совалка.
- След катастрофата с Колумбия работи като Ръководител на екипа по планиране на полетите до 2005 г. Напуска НАСА през ноември 2006 г.

## Награди
За участието си в бойните действия във Виетнам, Б. Шоу е награден с 28 медала. Най-значителните от тях са:
- Медал за най-голям принос в националната отбрана;
- Летателен кръст за заслуги със седем дъбови листа;
- Медал за отлична служба.

## След НАСА
След като напуска USAF и НАСА, Брюстер Шоу започва работа като изпълнителен директор на компанията Рокуел (на английски: Rockwell), подразделение на гиганта Боинг, занимаващо се с космически и отбранителни разработки. По-късно се издига до вицепрезидент и отговорен мениджър по електрическите системи на МКС. В средата на 2003 г., Брюстер Шоу напуска Боинг и оглавява научна група от 10 000 учени от Флорида, Тексас, Алабама и Русия, работещи за United Space Alliance в областта на космическите технологии. През януари 2006 г. той се завръща в Боинг като вицепрезидент и генерален мениджър на програмите МКС и Спейс шатъл.

## Личен живот
Брюстер Шоу е женен и има три деца. Неговия най-малък син, Брендън (роден през 1976 г.), загива при автомобилен инцидент в Остин, Тексас през юли 1997 г.